# グレゴリー・ジャービス
グレゴリー・ブルース・ジャービス（Gregory Bruce Jarvis、1944年8月24日 - 1986年1月28日）は、アメリカ合衆国のエンジニア、宇宙飛行士、アメリカ空軍軍人。
STS-51-Lに搭乗科学技術者として参加し、チャレンジャー号爆発事故に巻き込まれて死亡した。

## 経歴
ミシガン州デトロイトで、父ブルース、母エレンの間に生まれた。妻はMarcia C. Jarvis。
彼は1967年にニューヨーク州立大学バッファロー校から電子工学で学士号を、1969年にはノースイースタン大学から修士号を取得した。同年、アメリカ空軍に入隊して1973年まで従軍し、大尉として除隊した。その後はヒューズ・エアクラフト社で働き、1984年7月にスペースシャトルの搭乗科学技術者に選ばれた。
1986年、搭乗したスペースシャトルチャレンジャー号が、打ち上げの73秒後に空中分解したことによって41歳で死亡した。
2004年7月23日、アメリカ大統領ジョージ・W・ブッシュから、宇宙名誉勲章が授与された。
ニューヨーク州立大学バッファロー校の北キャンパスにある工学部の建物は、ジャービスの死の後に、ジャービス・ホールと改名された。初めは生徒達が建物の壁に「ジャービス・ホール」と記していたが、1987年に正式に認められ落成式が行われた。ジャービス・ホールは主に工学支援サービスに使われている。

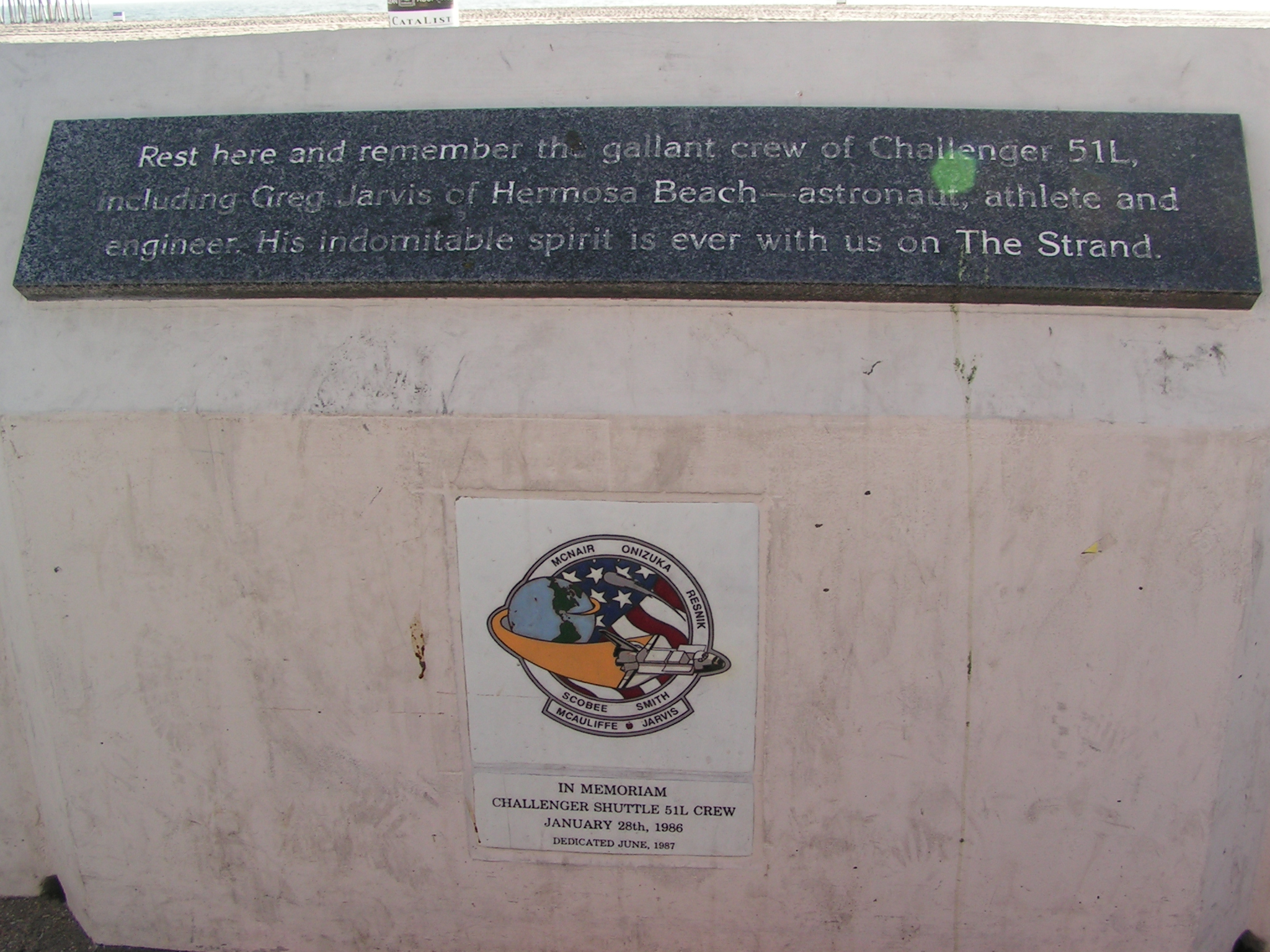
ハモサビーチにある記念碑

1990年のテレビ映画『チャレンジャー』では、リチャード・ジェンキンスによって演じられた。